# الغبيبة (مترو دبي)
محطة الغبيبة (بالإنجليزية: Al-Ghubaiba station)‏؛ هي محطة نقل سريع على الخط الأخضر لشبكة مترو دبي التي تخدم دبي في الإمارات العربية المتحدة.

## الموقع
تقع المحطة في منطقة الشندغة، بر دبي، وهي المركز التاريخي لمدينة دبي. وهي تقع بالقرب من تقاطع شارع 51 وشارع الغبيبة، مع عدد من المداخل/المخارج. وهي قريبة من محطة حافلات الغبيبة (التي توفر خدمات بين المدن بما في ذلك أبو ظبي والشارقة) ومركز مدينة الشندغة، بالإضافة إلى خور دبي. وهي قريبة أيضًا من العديد من خدمات الحافلات.